# ハロウィン (2007年の映画)
『ハロウィン』（原題: Halloween）は、ロブ・ゾンビが監督・脚本・製作を務めた2007年のアメリカのスラッシャー映画。1978年に公開された同名のホラー映画のリメイクであり、「ハロウィンシリーズ」の第9作目。ロブ・ゾンビ監督による「再映画化」は、ジョン・カーペンター監督のオリジナル作品の前提を踏襲しており、ハロウィンの夜にマイケル・マイヤーズがローリー・ストロードとその友人たちにつきまとう設定。
カーペンターの「（映画を）自分のものにしろ」というアドバイスを受けて、ゾンビはこの映画をオリジナルストーリーとリメイクの両方で展開することを選択した。賛否両論あったものの、製作費1,500万ドルの本作は、全世界で8,030万ドルの興行収入を記録した。ゾンビはこの映画に続いて、2009年に続編の『ハロウィンII』を発表した。

## ストーリー
イリノイ州ハドンフィールドで暮らす少年マイケル・マイヤーズは、学校に友達はおらず、家族にも相手にされない孤独な日々を送っていた。ハロウィンの夜、マイケルはいつも自分のことを馬鹿にしていた母親の恋人と実姉とボーイフレンドを惨殺するという凶行に及んだ。その後彼は精神病院に入院し、ルーミス医師によって診察されることになる。17年後、成長したマイケルは妹を探すために精神病院を脱走し、再び殺人を開始する。

## キャスト
| 役名                             | 俳優                           | 日本語吹替 |
| -------------------------------- | ------------------------------ | ---------- |
| サミュエル・ルーミス医師         | マルコム・マクダウェル         | 立川三貴   |
| ローリー・ストロード             | スカウト・テイラー＝コンプトン |            |
| マイケル・マイヤーズ/ブギーマン  | タイラー・メイン               |            |
| マイケル・マイヤーズ（少年）     | ダエグ・フェアーク             | 城雅子     |
| デボラ・マイヤーズ               | シェリ・ムーン・ゾンビ         | 斎藤恵理   |
| ロニー・ホワイト                 | ウィリアム・フォーサイス       |            |
| アニー・ブラケット               | ダニエル・ハリス               |            |
| リンダ・ヴァン・ダー・クロック   | クリスティーナ・クリーブ       |            |
| イスマエル・クルス               | ダニー・トレホ                 |            |
| ジュディス・マイヤーズ           | ハンナ・ホール                 |            |
| ラリー・レッドグレイヴ           | トム・トウルズ                 |            |
| ザック・“ジーマン”・ギャレット   | ビル・モーズリー               |            |
| パティ・フロスト                 | レスリー・イースターブルック   |            |
| ブラケット保安官                 | ブラッド・ドゥーリフ           | 世古陽丸   |
| Dr.コプレンソン                  | クリント・ハワード             |            |
| ノエル・クラッグス               | リュー・テンプル               |            |
| モーガン・ウォーカー             | ウド・キア                     |            |
| シンシア・ストロード             | ディー・ウォレス               |            |
| ルー・マーティーニ               | ダニエル・ローバック           |            |
| メイソン・ストロード             | パット・スキッパー             |            |
| ウェズリー・ローズ               | ダリル・サバラ                 |            |
| ビッグ・ジョー・グリズリー       | ケン・フォリー                 |            |
| ナース・ウィン                   | シビル・ダニング               |            |
| チェスターフィールドのチェスター | シド・ヘイグ                   |            |

## スタッフ
- 監督・製作・脚本：ロブ・ゾンビ
- プロダクションデザイン：アンソニー・トレンブレイ
- 衣装デザイン：メアリー・マクロード